# Cubanola domingensis
Cubanola domingensis är en måreväxtart som först beskrevs av Nathaniel Lord Britton, och fick sitt nu gällande namn av Annette Aiello. Cubanola domingensis ingår i släktet Cubanola och familjen måreväxter. Inga underarter finns listade i Catalogue of Life.